# Maralauda
Maralauda is een geslacht van wantsen uit de familie van de Miridae (blindwantsen). Het geslacht werd voor het eerst wetenschappelijk beschreven door William Lucas Distant in 1913.

## Soorten
Het genus is monotypisch en bevat alleen de volgende soort:

- Maralauda lania Distant, 1913